# Litoria pallida
Espèce
Statut de conservation UICN

 LC  : Préoccupation mineure
Litoria pallida est une espèce d'amphibiens de la famille des Pelodryadidae.

## Répartition
Cette espèce est endémique du Nord de l'Australie. Elle se rencontre dans la région de Kimberley en Australie-Occidentale, dans le nord du Territoire du Nord et dans le Nord du Queensland,. La zone de répartition de l'espèce est d'environ 922 000 km2.

## Description
Les mâles mesurent de 24 à 34 mm et les femelles de 30 à 37 mm.

## Publication originale
- Davies, Martin & Watson, 1983 : Redefinition of the Litoria latopalmata species group (Anura: Hylidae). Transactions of the Royal Society of South Australia, vol. 107, p. 87-108 (texte intégral).